# Zygophyllum kegense
Zygophyllum kegense är en pockenholtsväxtart som beskrevs av A. Boriss.. Zygophyllum kegense ingår i släktet Zygophyllum och familjen pockenholtsväxter. Inga underarter finns listade i Catalogue of Life.